# Sebestyén Tinódi
Sebestyén Tinódi Lantos („Lautenspieler Sebastian von Tinód“; * um 1510 in Tinód; † 1556 in Sárvár) war als Liedermacher und Lautenspieler ein wichtiger Vertreter der ungarischen epischen Dichtung seiner Zeit.

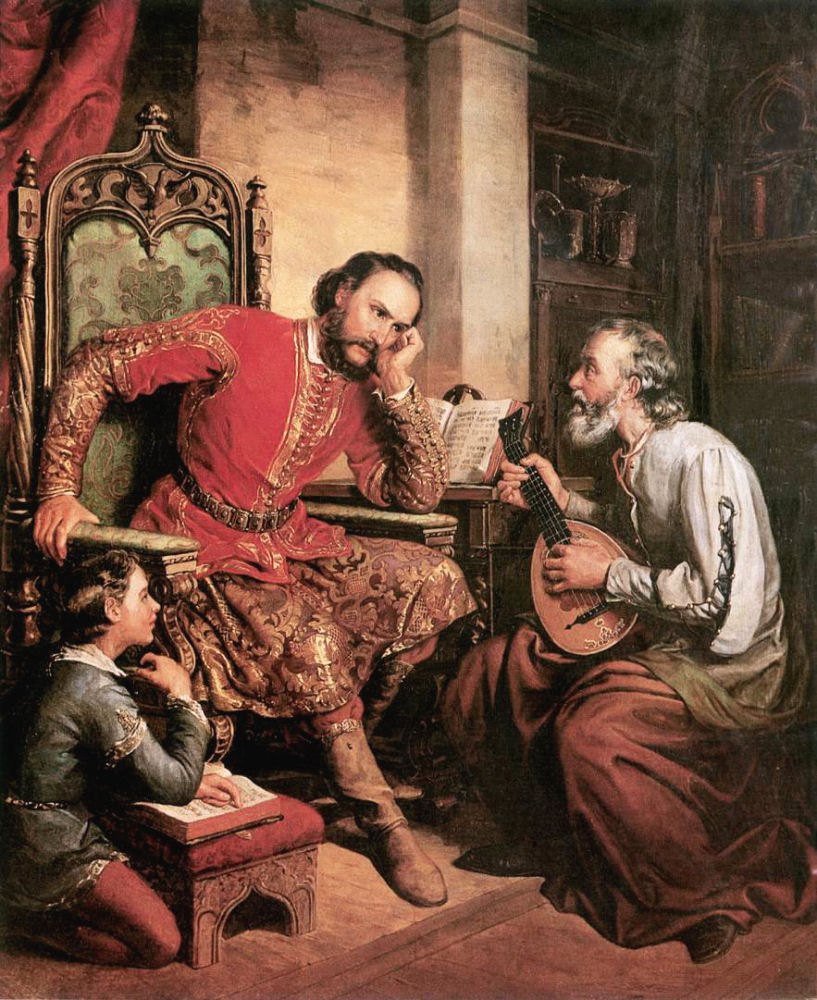
Palatin Nádasdy und Tinódi (Ölgemälde von Soma Orlai Petrics, 1855)

Sein Geburtsort ist nicht genau bekannt. Es kommen Tinód im Komitat Weißenburg sowie ein gleichnamiger Ort im historischen Komitat Baranya in Frage.

## Lebensweg
Aus Tinódis jüngeren Jahren ist wenig bekannt. Er stammte aus einem bürgerlichen Elternhaus und erhielt eine Schulbildung. Er konnte Latein und auch Noten lesen. Wahrscheinlich stand er in Dienst und Ausbildung von Bálint Török, der als heldenhafter Krieger der Schlacht bei Mohács bekannt ist.

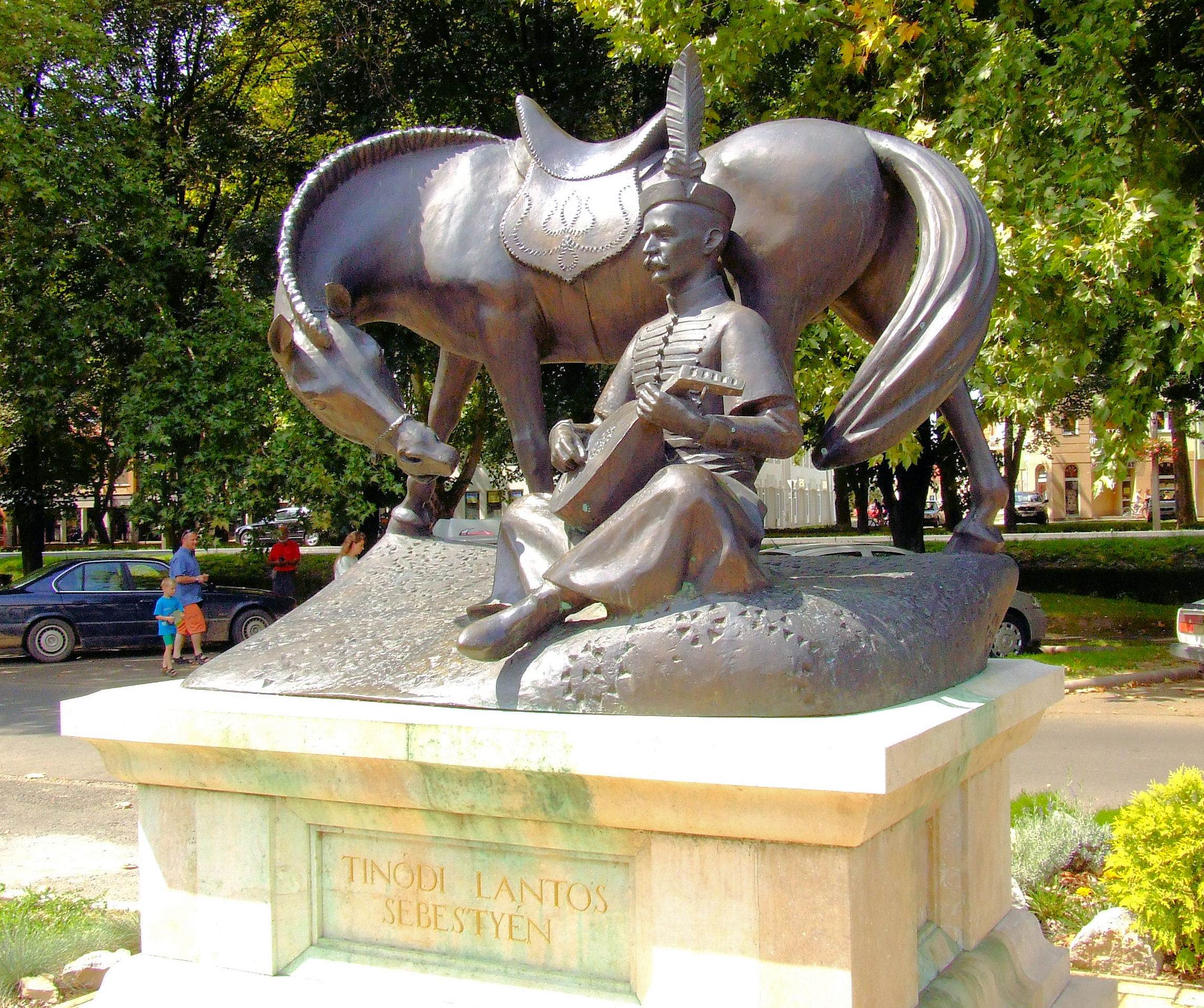
Statue in Dombóvár

Tinódis erstes erhaltenes Werk, die Geschichte von Jason, ist zwischen 1535 und 1539 in Dombóvár entstanden. In seiner Fassung wird ein Soldat auf Grund einer Schlachtverletzung für weiteren Kriegsdienst untauglich.
Bis 1541 lebte Tinódi am Hof von Bálint Török in Szigetvár, seiner eigenen Darstellung zufolge in großer Anerkennung. Die Eroberung von Buda und der Fall seines Herrn in Kriegsgefangenschaft bedeuteten einen Wendepunkt in seinem Leben. Von diesem Zeitpunkt an verfasste er politische Dichtungen. In seinen Versen betonte er die Notwendigkeit eines einheitlichen und entschlossenen Kampfes gegen die Osmanen. Er lebte noch einige Jahre in diesem Teil des Landes. Als die Osmanen das von ihnen besetzte Gebiet ausweiteten, verließ Tinódi Transdanubien und siedelte nach Kaschau um, wo er eine Familie gründete. Von dort zog er zu politischen Versammlungen und Schauplätzen von Schlachten aus. Seine Erfahrungen hielt er in Versen fest. Dazu komponierte er auch Melodien, die er in Begleitung seiner Laute vortrug. Vielerorts erfuhr man nur aus seinen Liedern glaubhafte Informationen über Ereignisse in weiter entfernten Landesteilen.
Im Jahr 1545 lernte er im Rahmen der Nationalversammlung in Nagyszombat den Palatin Tamás Nádasdy kennen, dessen Gunst der Chronist mit der Laute bald gewann. In der relativ friedlichen Zeit zwischen 1546 und 1551 verarbeitete er Themen aus der älteren ungarischen Geschichte sowie ausländische Themen. Die Ereignisse des osmanischen Feldzugs von 1552 verewigte Tinódi erneut in ausführlichen Beschreibungen. Er suchte Schauplätze einzelner Burgbelagerungen auf und setzte die gesammelten Daten bis auf das kleinste Detail zusammen. Zahlreiche Einzelheiten sind nur aus seinen Liedern bekannt. Auch nach der triumphalen Verteidigung von Eger betrat er umgehend die Burg, bevor er „Das wahre Lied vom Kampf um die Burg von Eger“ (Eger vár viadaljáról való ének) und „Summe der Geschichte von Eger“ (Egri historiának summája) schrieb.

Tinódis Wappen

Der Ruf Tinódis gelangte auch an den Hof von Ferdinand I., der ihn am 23. August 1553 auf eine Empfehlung Nádasdys in den Adelsstand erhob und ihm ein Wappen verlieh.

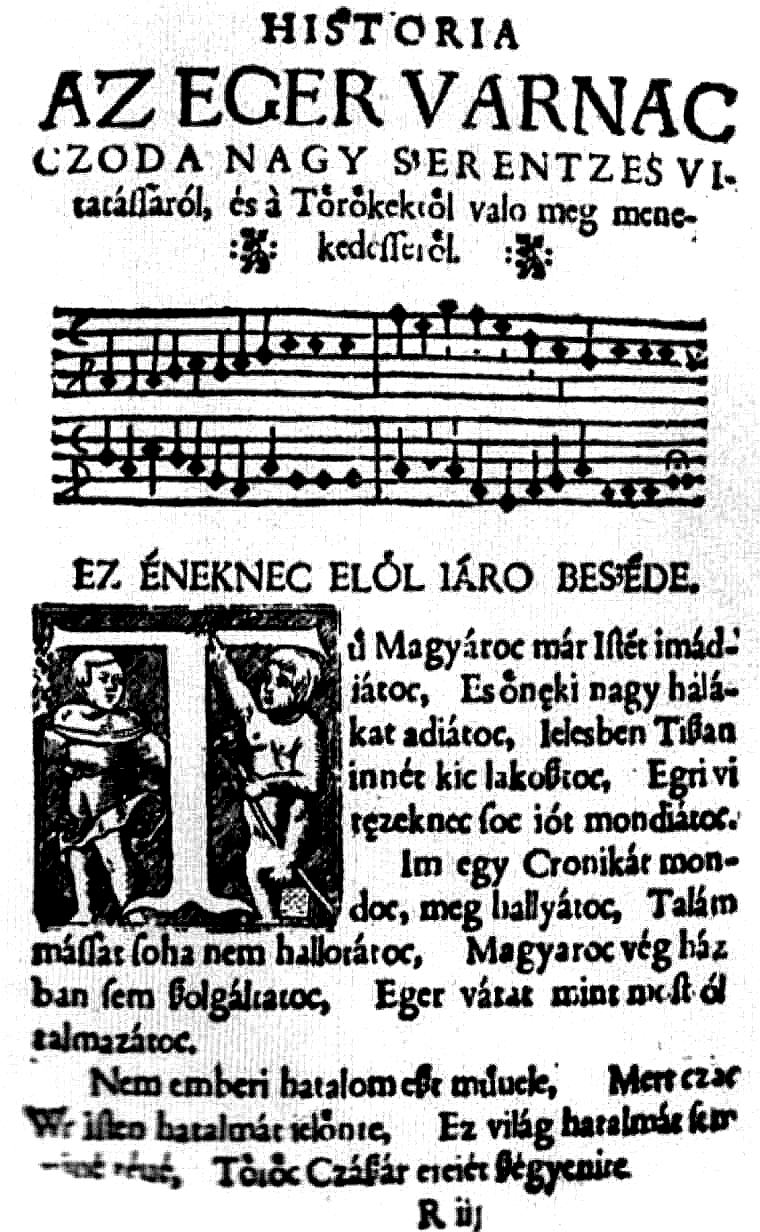
Eine Seite aus der Cronica

Er hatte außerdem eine gute Beziehung zu István Dobó, dem Burgherrn von Eger. Als dieser zum Vajda – ein mittelalterlicher Regent in Siebenbürgen – ernannt wurde, folgte ihm auch Tinódi. Dort schrieb er das Lied von der „Geschichte Siebenbürgens“, worin er die Zeit von Johann Zápolyas Tod bis zum Jahr 1551 festhielt. 1554 erschien in Klausenburg eine Ausgabe seiner gesammelten Werke mit dem Titel „Cronica“. Im Jahr darauf kehrte er aus Siebenbürgen zurück und starb 1556 in Sárvár.

## Sein Werk
Tinódis Lebenswerk umfasst 1200 Verszeilen, was im Verhältnis zur ungarischen Literatur des 16. Jahrhunderts ein relativ geringer Umfang ist. Der Inhalt seiner Verse ist sachlich und enthält keine ausschmückenden Bilder. Insgesamt sind sie von geringer künstlerischer Qualität, und in vorgetragener Form eher schwerfällig. Der Drang zur detaillierten Wiedergabe nimmt ein Ausmaß an, das mit der Monotonie von Akten vergleichbar ist. Bereits zu seiner Zeit war der Kern seines Werks eher von publizistischer als von dichterischer Bedeutung.
Tinódi selbst nennt im Vorwort der Cronica folgendes Ziel:

„Ez jelönvaló könyvecskét szörzeni nem egyébért gondolám, hanem hogy az hadakozó, bajvívó, várak-, várasokrontó és várban szorult magyar vitézöknek lenne tanúság, üdvességes, tisztösségös megmaradásokra, az pogán ellenségnek mimódon ellene állhassanak és hadakozjanak.“

„[frei übersetzt]: Das vorliegende Büchlein ist für nichts anderes gedacht, als den ungarischen Kriegern, die zu Kampf und Schlacht bereit sowie Festungen und Städte zu verwüsten, in Burgen gedrängt sind, Zeugnis davon abzulegen, wie sie sich ehrenhaft behaupten, den heidnischen Gegnern entgegenstehen und kämpfen.“

Bei der Aufarbeitung wichtiger Ereignisse seiner Zeit in Versform bemühte sich Tinódi mehr um Authentizität als um den künstlerischen Wert seiner Arbeit. Mit der Vers- und Liedform konnte er auch die Krieger erreichen, denen sein Werk in erster Linie dienen sollte. Da zu Tinódis Zeit nur die Wenigsten lesen konnten, erreichte er mit Gesang ein größeres Publikum.

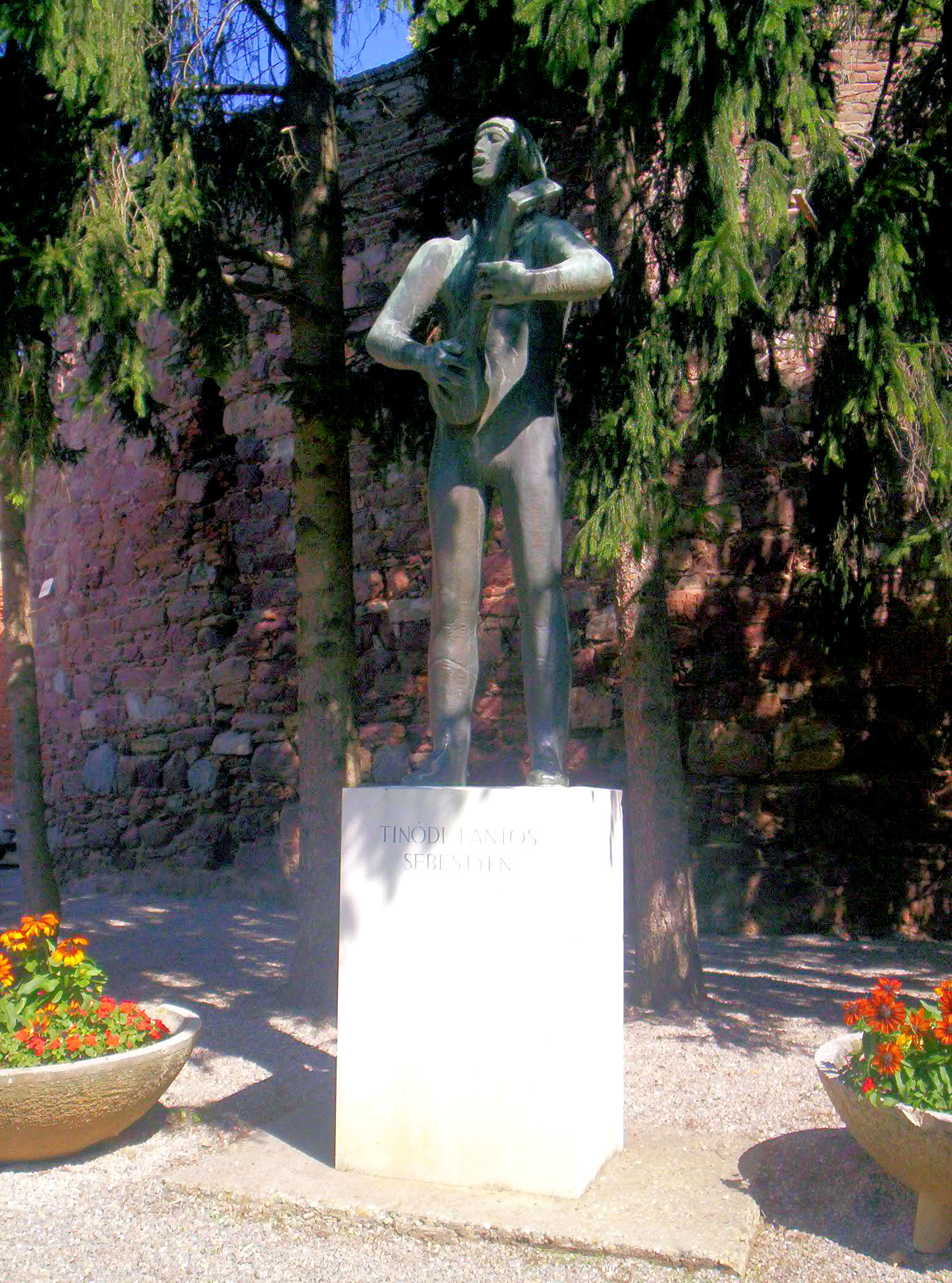
Statue am Eingang der Burg von Szigetvár, Künstler: István Kiss

Als Geschichtsschreiber spielt Tinódi eine herausragendere Rolle. Er arbeitete im Wesentlichen die ganze Geschichte Ungarns von 1541 bis 1552 auf. Seine Beschreibungen sind in allen prüfbaren Fällen exakt zutreffend. Auch andere Autoren unternahmen es, die ereignisreiche ungarische Geschichte des 16. Jahrhunderts in Schriftform festzuhalten. Die konzentrierten sich dabei entweder auf die Umgebung ihrer Wohnorte oder auch auf die Geschichte des ganzen Landes. Einer von ihnen war Antal Verancsics (* 29. Mai 1504, † 15. Juni 1573), der damalige Bischof von Eger. Er sammelte selbst geschichtliche Aufzeichnungen und bewahrte diese sorgfältig auf. Die in der Hinterlassenschaft des Bischofs zu findenden Arbeiten sind allerdings überwiegend suggestiv und geben subjektive Erinnerungen wieder. Sie reichen nicht an die Authentizität und Objektivität von Tinódis Werk heran. Die Texte aus Verancsicss Vermächtnis sind außerdem in Latein verfasst, während Tinódi der erste bedeutende Chronist in ungarischer Sprache war.